# Krachtbal
Le Krachtbal est un sport collectif créé au Vrij technisch instituut (Institut technique libre) dans la ville de Bruges en 1962.

## Histoire
L'inventeur du jeu est Étienne Schotte, professeur de culture physique à l'Institut technique libre. Ce sport fut présenté au public pour la première fois en 1962.
En 1964 fut fondée la Fédération Krachtbal Belge (K.B.F.). Celle-ci fut reconnue par le Comité Olympique Belge (C.O.B) dont le docteur en médecine Jacques Rogge était le président, ainsi que par le Ministère de la Culture Néerlandais.
En 1999, la Fédération Internationale de Krachtbal (I.K.B.F.) voit le jour. 
Ce n’est qu’en avril 1999, qu’il est apparu en France grâce à Astrid De Witte, flamande, qui décida de faire naître ce sport en France. Elle arriva à St Symphorien sur Coise afin de pratiquer des initiations dans l’ensemble scolaire « Champagnat ». Astrid De Witte est de nationalité belge et a été, avec son équipe, de multiples fois championne nationale de ce sport très prisé en Belgique (Flandres). Au sein du Lycée Champagnat, Monsieur Hivert (professeur d’E.P.S. dans ce lycée) et Astrid De Witte commencent à initier et à entraîner 9 lycéens au krachtbal pour pouvoir participer au championnat européen. Ils formeront l’équipe de France de Krachtbal. 
Les français ont terminé premiers des équipes étrangères et se sont inclinés devant la première équipe belge sur le score de 9 à 16. Ce fut une expérience merveilleuse et riche de rebondissements puisque l’Association Sportive de Krachtbal (A.S.K) continue d’exister et compte de plus en plus d’adeptes. 
En 2009, le premier championnat de France a été organisé par l'ASK. Quatre équipes se sont affrontées : Duerne, Saint-Symphorien-sur-Coise, Loire et Chalon-sur-Saône. L'équipe de Duerne a remporté le championnat avec 19 pts, suivent ensuite Saint Symphorien sur Coise avec 18 pts, Loire avec 7 pts et enfin Chalon sur Saône avec 0 pt.

## Principe
Ce sport collectif se joue sur un terrain rectangulaire (26 × 14 m) ; l'équipe est constituée de 4 joueurs qui lancent un médecine-ball (35 cm de diamètre pour 4 kg). L'objectif est de le lancer le plus loin possible et de le faire tomber au sol (après 3 lancers) dans une zone de but adverse, en respectant des règles bien précises.
Ce sport est sans danger (pas de contact physique), prend peu de place (26 × 14 m), peut se jouer en salle comme sur herbe, développe tout le corps de manière symétrique et harmonieuse. Il est aussi attrayant, car tous les joueurs participent à l'attaque comme à la défense, et il y a peu d'interruption de jeu. 
C'est une activité physique adaptée aux besoins des écoles élémentaires, du fait d'une technique simple, d'apprentissage rapide (peu de capacité physique spécifique), de règles ayant une grande valeur éducative, et enfin, de la possibilité d'être pratiquée aussi bien par des garçons que par des filles, ou en équipes mixtes. Il est possible de s'initier au Krachtbal en commençant par le jeu du mini krachtbal.

## Le terrain
Dimensions : longueur = 26 m - largeur = 14 m - surface de but = minimum 6 m, de préférence illimitée.
Le terrain mesure 38 × 14 m et la ligne de centre (C) le divise en 2 moitiés égales à 9 m de la ligne du centre, sur chacune des moitiés il y a une ligne de lancer franc (B). Cette ligne est le point le plus près à partir duquel les joueurs ont le droit de marquer. La distance entre la ligne de lancer franc et la surface de but (A) est de 4 m. La surface de but est située au-delà de la ligne de but et entre les lignes de touche (D). Une zone neutre de chaque côté du terrain est obligatoire.

## Le jeu
Le krachtbal est joué avec un médecine-ball recouvert de cuir, au contenu dense mais doux. Son poids varie selon les catégories : les joueurs de moins de 12 ans utilisent un ballon de 1 kg, les 12-13 ans de 2 kg, les 14-18 ans de 3 kg, les 19 ans et plus utilisent un ballon de 4 kg.
Le krachtbal se joue entre 2 équipes, chacune est composée de 4 joueurs (plus 4 remplaçants au maximum. Le jeu dure 2 fois 25 min. À la moitié l'équipe change les ailiers. Après le lancement, une équipe va attaquer et l’autre défendre. Le match est suivi par un arbitre qui est assisté d’un juge de ligne.
Attaquer c’est essayer de marquer un but dans la surface de but des adversaires. L’attaque commence sur la ligne de lancer franc (du côté de sa surface de but). En 3 ou 4 lancers, l’équipe en attaque essaie de traverser le terrain. Chaque fois que la balle touche le sol après un lancer, l’équipe en attaque progresse en direction de la surface de but adverse Le lancer suivant peut-être effectué à l’endroit où la balle est tombée. Lorsque la possibilité se présente, l’équipe adverse est autorisée à essayer de marquer. Lorsque la balle touche le sol dans la surface de but, un point est marqué. Le lancer de la balle dans l’objectif de marquer est réduite à 2 techniques :
1) le lancer de nuque 
2) le lancer de dos 
Un but marqué avec la première technique donne 1 point, avec la deuxième apporte 2 points.
La technique qui consiste à faire une passe à des membres de la même équipe est libre.
Défendre, c’est essayer d’attraper la balle lancée par un joueur adverse. Ceux qui défendent doivent dans tous les cas garder une distance de 2 m de la zone du lancer (du côté de leur surface de but). 
Cette zone de lancer est l’endroit du terrain où l’équipe adverse envoie la balle. (endroit où la balle a touché le sol). Lorsque ceux qui défendent attrapent la balle (lancée par l’équipe adverse), ils ont le droit d’attaquer de l’endroit où ils ont attrapé la balle. En 3 où 4 lancers, ils essaient à leur tour de marquer un but dans la zone de but adverse etc.
En phase défensive, le premier joueur aussi appelé "barrage" peut hurler sur le lanceur adverse pour le déstabiliser. Cette stratégie a été mise en place lors du tournoi international de Duerne les 20 et 21 avril 2019 et a été largement adoptée depuis sous le nom de "Rambo".

## Règles très importantes
1) Un joueur n’est pas autorisé à effectuer 2 lancers consécutifs.
2) La balle doit parvenir au lanceur suivant en 5 secondes après que le lancer précèdent a touché le sol (sinon les défenseurs prennent possession de la balle). Le maximum de passes autorisées est de 2.
3) Les joueurs attaquants ne sont pas autorisés à barrer le passage aux défenseurs et vice versa. Ils doivent rester à 2 m du joueur.
4) Le contact physique est interdit.
5) Il est interdit d’entrer dans la surface de but adverse.
6) Les joueurs doivent dans tous les cas faire des passes en direction de leur surface de but.
7) La remise en jeu : au cas où la balle toucherait le sol en dehors des lignes de touche, l’équipe qui gagne le ballon doit effectuer une remise en jeu. Si le défenseur touche la balle, l’équipe qui a lancé la balle, la conserve. Si les défenseurs n’avaient pas touché la balle, ils la récupèrent.
La remise en jeu se fait ainsi : 1 joueur se place à l’extérieur de la ligne de touche (endroit où la balle a traversé la ligne de touche). Il fait une passe (technique libre) à un membre de son équipe. L’endroit où le joueur attrape la balle est la zone de lancer d’où l’attaque commence.
8) il existe diverses façons de prendre possession de la balle :
- attraper la balle lancée par l’autre équipe avant qu’elle ne touche le sol.

Exception : dans le cas de 4 lancers, le troisième doit avoir franchi la ligne médiane. Si l’équipe en attaque n’a pas réussi à franchir la ligne médiane, les défenseurs prennent la balle. Ils sont autorisés à lancer 3 fois pour essayer de marquer un but.
- Au cas où les opposants lancent la balle à l’extérieur des lignes de touches (voir : la remise en jeu)
- Si les opposants font une faute ils perdent la balle.

9) Si la balle est attrapée par les défenseurs avant que l’équipe en attaque ne réussisse à traverser la ligne médiane, ils sont autorisés à lancer 2 fois (3 fois pour les plus jeunes). Si les défenseurs gagnent la balle après que les attaquants ont réussi à traverser la ligne médiane, ils sont autorisés à lancer 3 fois (4 fois pour les plus jeunes).
10) Après qu’un but est marqué et à chaque début de mi-temps, les attaquants commencent à la ligne de lancer franc (du côté de sa surface de but). Si les défenseurs attrapent la balle dans la surface de but, l’attaque commence sur leur ligne de but. S’ils attrapent la balle sur leur terrain, l’attaque commence à cet endroit (nombre de lancer : voir point 9)
Note : l’équipe des attaquants peut essayer de marquer un but lorsque la possibilité se présente (1er, 2e, 3e lancer). Après un point l’autre équipe prend possession de la balle.